# Wien Leopoldau
Wien Leopoldau – stacja kolejowa w Wiedniu, w Austrii, w gminie Floridsdorf. Zatrzymują się tutaj regionalne pociągi, jak również cztery linie S-Bahn. Znajduje się tu również północno-wschodni kraniec linii U1 metra. Stacja znajduje się pomiędzy Thayagasse i Schererstraße równolegle i rozciąga się pomiędzy Höbarthgasse i Adolf-Loos-Gasse. Jej nazwa pochodzi od dawnego miasta i obecnej dzielnicy Leopoldau.
Po zakończeniu budowy gazowni w Leopoldau w 1911 roku, została rok później zbudowana linia kolejowa w celu ułatwienia dostaw węgla do gazowni, a także stoczni manewrowych. Stacja była częścią Kaiser Ferdinands-Nordbahn.
W dniu 2 września 2006 r. została otwarta na północ od istniejącej linii kolejowej stacja metra U1 z datą oddania ostatniej części pomiędzy stacjami Kagran i Leopoldau. Jest możliwe, aby przesiąść się na autobus linii 29A i 32A w Wiener Linien i na regionalny autobus linii 125 w kierunku miejscowości Gerasdorf. W nocy są połączenia w dni powszednie (od poniedziałku do piątku) obsługiwana przez linię N25 NightLine Wien.